# Соленоїдне векторне поле

Приклад соленоїдного векторного поля,

У векторному численні соленоїдне векторне поле (також відоме як нести́сливе векторне поле або бездивергентне векторне поле ) — це векторне поле v з нульовою дивергенцією в усіх точках поля:
{\displaystyle \nabla \cdot \mathbf {v} =0.\,}

## Властивості
Фундаментальна теорема векторного числення стверджує, що будь-яке векторне поле можна виразити як суму безвихорового і соленоїдного полів. Умова нульової дивергенції задовольняється, коли векторне поле v має векторний потенціал, оскільки визначення векторного потенціалу A як:
{\displaystyle \mathbf {v} =\nabla \times \mathbf {A} }
автоматично дає тотожність:
{\displaystyle \nabla \cdot \mathbf {v} =\nabla \cdot (\nabla \times \mathbf {A} )=0.}
Обернене твердження також правильне: для будь-якого соленоїдного поля v існує векторний потенціал A такий, що {\displaystyle \mathbf {v} =\nabla \times \mathbf {A} .} (Строго кажучи, це виконується лише за деяких технічних умов на v, див. теорема розкладання Гельмгольца.)
Формула Остроградського дає тотожне інтегральне визначення соленоїдного поля; а саме, що для всякої замкненої поверхні, загальний потік крізь поверхню має дорівнювати нулю:
де {\displaystyle d\mathbf {S} =\mathbf {n} \cdot S}, а {\displaystyle \mathbf {n} } — зовнішня нормаль для кожного елемента поверхні.

## Етимологія
Соленоїдний походить від грецького слова соленоїд (σωληνοειδές - sōlēnoeidēs), що означає трубоподібний.

## Приклади
- магнітне поле B є соленоїдним (див. Рівняння Максвелла);
- поле швидкості нести́сливої рідини є соленоїдним (випливає з {\displaystyle {\frac {\partial \rho }{\partial t}}=0});
- Електричне поле в областях, де відсутні джерела (заряди). Для соленоїдності поля E необхідна умова (або взаємна компенсація) вільних і зв'язаних зарядів.
- Поле вектора густини струму соленоїдальне за умови відсутності зміни густини заряду із часом (тоді соленоїдальність струму випливає з рівняння неперервності).